# 萩市
萩市（日语：／ Hagi shi */?）是位於日本山口縣北部的城市，鄰日本海，屬於山陰地方；由於基礎交通發展較慢，與山陽地方相比發展較為落後；但因為在17世紀至19世紀期間曾是毛利氏治理的長州藩的主要據點，也由於長州藩的在日本近代歷史上扮演關鍵角色的因素，這些歷史遺跡都成為了觀光景點，現本地產業主要也依靠觀光業。
主要市區主為位於阿武川出海口的三角洲上，此外，位於日本海上的見島、大島、相島、櫃島、羽島、肥島、尾島也屬於萩市的轄區。

## 人口
| 萩市人口分布圖 |                                             |  |
| 萩市與日本全國年齡別人口分布比較圖 （2005年資料） | 萩市的年齡、男女別人口分布圖 （2005年資料） |  |
| ■紫色是萩市 ■綠色是全国 | ■藍色是男性 ■紅色是女性                     |  |
| 萩市人口變化 \| 1970年 \| 77,962人 \| \| \| 1975年 \| 75,302人 \| \| \| 1980年 \| 74,846人 \| \| \| 1985年 \| 72,748人 \| \| \| 1990年 \| 68,999人 \| \| \| 1995年 \| 65,293人 \| \| \| 2000年 \| 61,745人 \| \| \| 2005年 \| 57,990人 \| \| \| 2010年 \| 53,747人 \| \| \| 2015年 \| 49,560人 \| \| \| 2020年 \| 44,626人 \| \| |                                             |  |
| 資料來源：日本總務省統計中心提供之人口普查數據 |                                             |  |
| 1970年 | 77,962人                                    |  |
| 1975年 | 75,302人                                    |  |
| 1980年 | 74,846人                                    |  |
| 1985年 | 72,748人                                    |  |
| 1990年 | 68,999人                                    |  |
| 1995年 | 65,293人                                    |  |
| 2000年 | 61,745人                                    |  |
| 2005年 | 57,990人                                    |  |
| 2010年 | 53,747人                                    |  |
| 2015年 | 49,560人                                    |  |
| 2020年 | 44,626人                                    |  |

## 歷史

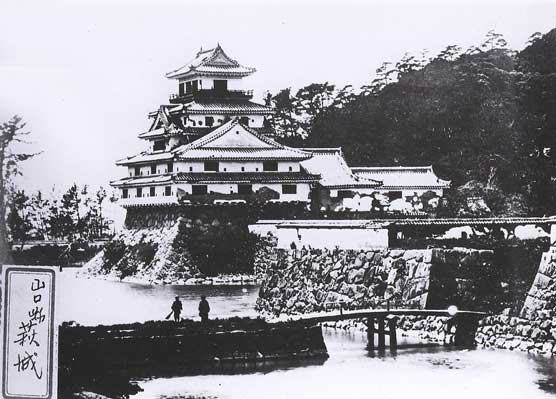
19世紀末的萩城及天守

過去在令制國時代屬於長門國阿武郡，古時曾是大內氏家臣吉見氏的領地，當時曾在此建築了津和野城的出丸。戰國時代毛利氏取代了大內氏控制了此地，但到了江戶時代後，毛利氏的領地僅剩下長門國及周防國，決定以此地為治理兩國的據點，1604年在此興建萩城。，也因此在江戶時代毛利氏領地的正式名稱為「萩藩」，此後至1863年的260年期間此地皆為萩藩的政治中心，直到19世紀末萩藩將藩廳遷到山口後，萩藩的正式名稱也隨之改為「山口藩」。
明治維新後，日本於1871年實施廢藩置縣，山口藩被改設為山口縣，此地也隨之隸屬山口縣；1889年實施町村制，現在的萩市範圍在當時分屬：萩町、椿鄉東分村、椿鄉西分村、山田村、三見村、明木村、佐佐並村、川上村、高俣村、吉部村、福川村、紫福村、大井村、須佐村、小川村、彌富村、田萬崎村、六島村、見島村共19個行政區劃。
1923年，萩町與相鄰的椿東村（原椿鄉東分村）、椿村（原椿鄉西分村）、山田村合併為新的萩町後，於1932年改制為萩市；昭和大合併期間，萩市的轄區於1955年首次擴大，併入了三見村、大井村、六島村、見島村四個行政區劃。21世紀初的平成大合併期間，萩市於2005年再次與周邊的行政區劃合併，形成現在的萩市範圍。

### 變遷表
| 1889年4月1日  | 1889年 - 1926年            | 1889年 - 1926年           | 1926年 - 1954年                  | 1955年 - 1989年       | 1989年 - 現在     | 現在              |
| ------------- | -------------------------- | ------------------------- | -------------------------------- | --------------------- | ----------------- | ----------------- |
| 萩町          | 萩町                       | 1923年4月1日 萩町         | 1932年7月1日 萩市                | 1932年7月1日 萩市     | 2005年3月6日 萩市 | 2005年3月6日 萩市 |
| 椿郷西分村    | 1910年7月1日 改名為椿村    | 1923年4月1日 萩町         | 1932年7月1日 萩市                | 1932年7月1日 萩市     | 2005年3月6日 萩市 | 2005年3月6日 萩市 |
| 椿郷東分村    | 1921年5月17日 改名為椿東村 | 1923年4月1日 萩町         | 1932年7月1日 萩市                | 1932年7月1日 萩市     | 2005年3月6日 萩市 | 2005年3月6日 萩市 |
| 山田村        |                            | 1923年4月1日 萩町         | 1932年7月1日 萩市                | 1932年7月1日 萩市     | 2005年3月6日 萩市 | 2005年3月6日 萩市 |
| 三見村        | 三見村                     | 三見村                    | 三見村                           | 1955年3月1日 併入萩市 | 2005年3月6日 萩市 | 2005年3月6日 萩市 |
| 大井村        |                            |                           |                                  | 1955年3月1日 併入萩市 | 2005年3月6日 萩市 | 2005年3月6日 萩市 |
| 六島村        |                            |                           |                                  | 1955年3月1日 併入萩市 | 2005年3月6日 萩市 | 2005年3月6日 萩市 |
| 見島郡 見島村 | 1896年4月1日 阿武郡見島村  | 1896年4月1日 阿武郡見島村 | 1896年4月1日 阿武郡見島村        | 1955年3月1日 併入萩市 | 2005年3月6日 萩市 | 2005年3月6日 萩市 |
| 須佐村        | 須佐村                     | 1924年2月11日 須佐町      | 1924年2月11日 須佐町             | 1955年4月1日 須佐町   | 2005年3月6日 萩市 | 2005年3月6日 萩市 |
| 彌富村        |                            |                           |                                  | 1955年4月1日 須佐町   | 2005年3月6日 萩市 | 2005年3月6日 萩市 |
| 田萬崎村      | 田萬崎村                   | 田萬崎村                  | 1940年11月3日 改制並改名為江崎町 | 1955年4月1日 田萬川町 | 2005年3月6日 萩市 | 2005年3月6日 萩市 |
| 小川村        |                            |                           |                                  | 1955年4月1日 田萬川町 | 2005年3月6日 萩市 | 2005年3月6日 萩市 |
| 吉部村        | 吉部村                     | 吉部村                    | 吉部村                           | 1955年4月1日 睦美村   | 2005年3月6日 萩市 | 2005年3月6日 萩市 |
| 高俣村        |                            |                           |                                  | 1955年4月1日 睦美村   | 2005年3月6日 萩市 | 2005年3月6日 萩市 |
| 明木村        | 明木村                     | 明木村                    | 明木村                           | 1955年4月1日 旭村     | 2005年3月6日 萩市 | 2005年3月6日 萩市 |
| 佐佐並村      |                            |                           |                                  | 1955年4月1日 旭村     | 2005年3月6日 萩市 | 2005年3月6日 萩市 |
| 福川村        | 福川村                     | 福川村                    | 福川村                           | 1955年4月1日 福榮村   | 2005年3月6日 萩市 | 2005年3月6日 萩市 |
| 紫福村        |                            |                           |                                  | 1955年4月1日 福榮村   | 2005年3月6日 萩市 | 2005年3月6日 萩市 |
| 川上村        |                            |                           |                                  |                       | 2005年3月6日 萩市 | 2005年3月6日 萩市 |

## 行政
市政府除了主要市區外，在過去合併前的各町村區域設有六個綜合事務所，每個綜合事務所都設有地域振興部門、市民窗口部門、產業振興部門。

## 交通
萩市的交通建設在整個山口縣內屬較為落後的區域，目前萩市周邊沒有機場、高速道路或是新幹線。開車前往最近的高速道路交流道約需30分鐘，搭乘巴士前往最近的新幹線車站新山口車站需要一個小時，前往山口宇部機場更需近兩個小時。
因此萩市對外的主要交通以鐵路及客運為主，西日本旅客鐵道山陰本線雖然沿著海岸線通過轄區，但並未通過主要市區所在地的三角洲地區，而是從三角洲南側繞過；長程客運則是由防長交通、石見交通、中國JR巴士、近鐵巴士等多家業者經營。

### 鐵路
- 西日本旅客鐵道
  - 山陰本線：（←益田市） - 江崎車站 - 須佐車站 - （阿武町） - 長門大井車站 - 越濱車站 - 東萩車站 - 萩車站 - 玉江車站 - 三見車站 - 飯井車站 - （長門市→）

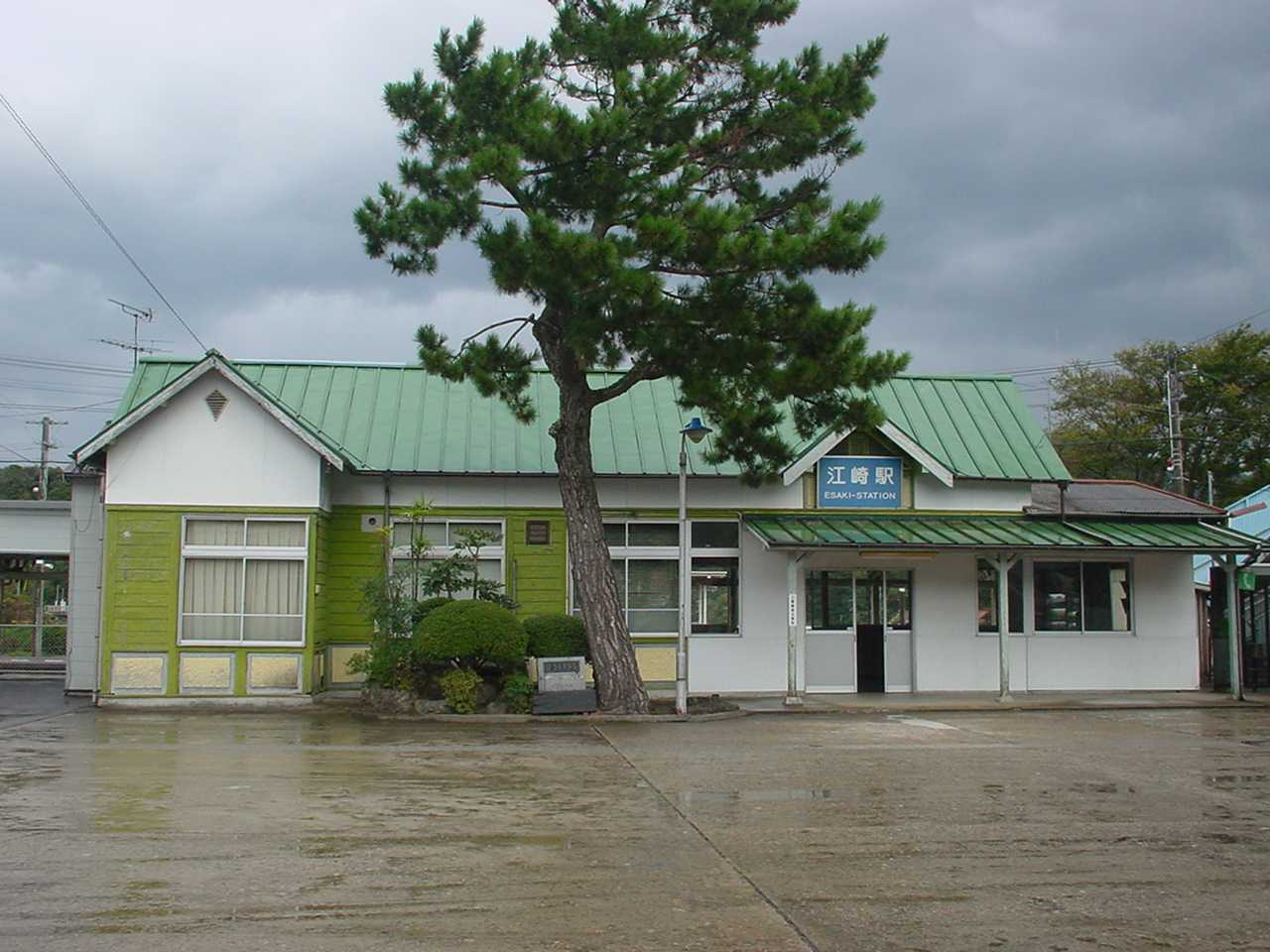
江崎車站
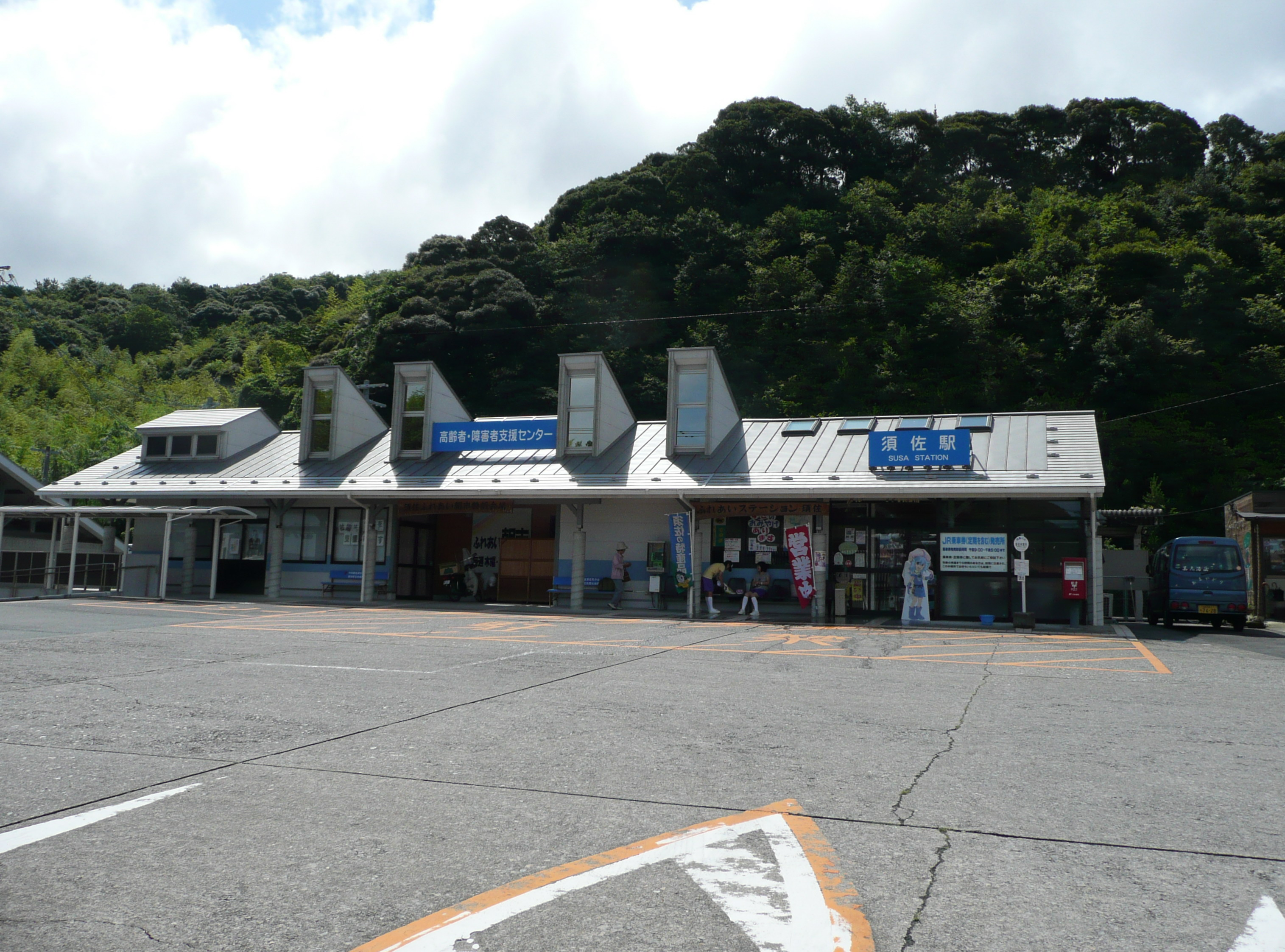
須佐車站
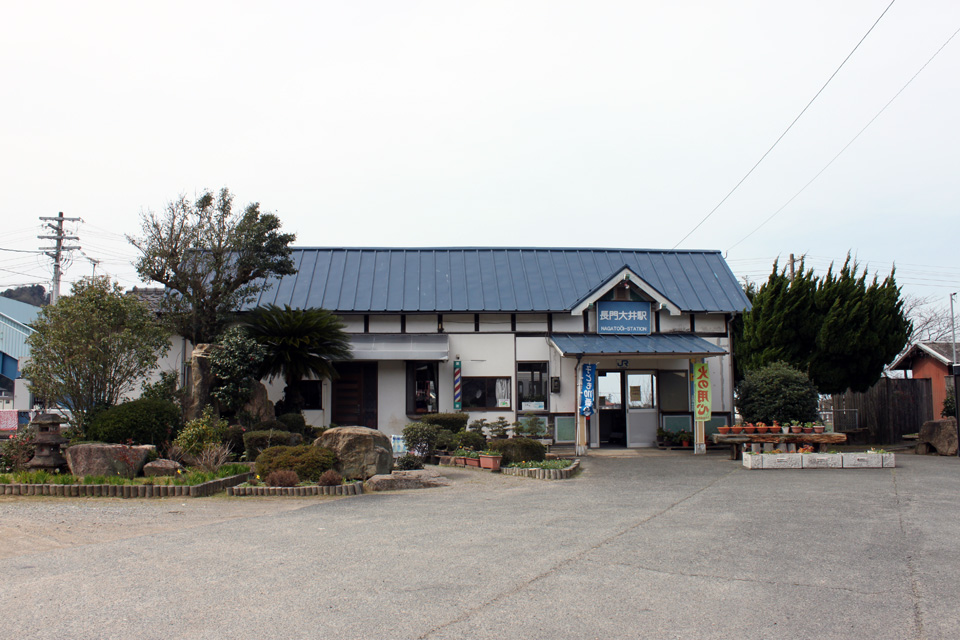
長門大井車站
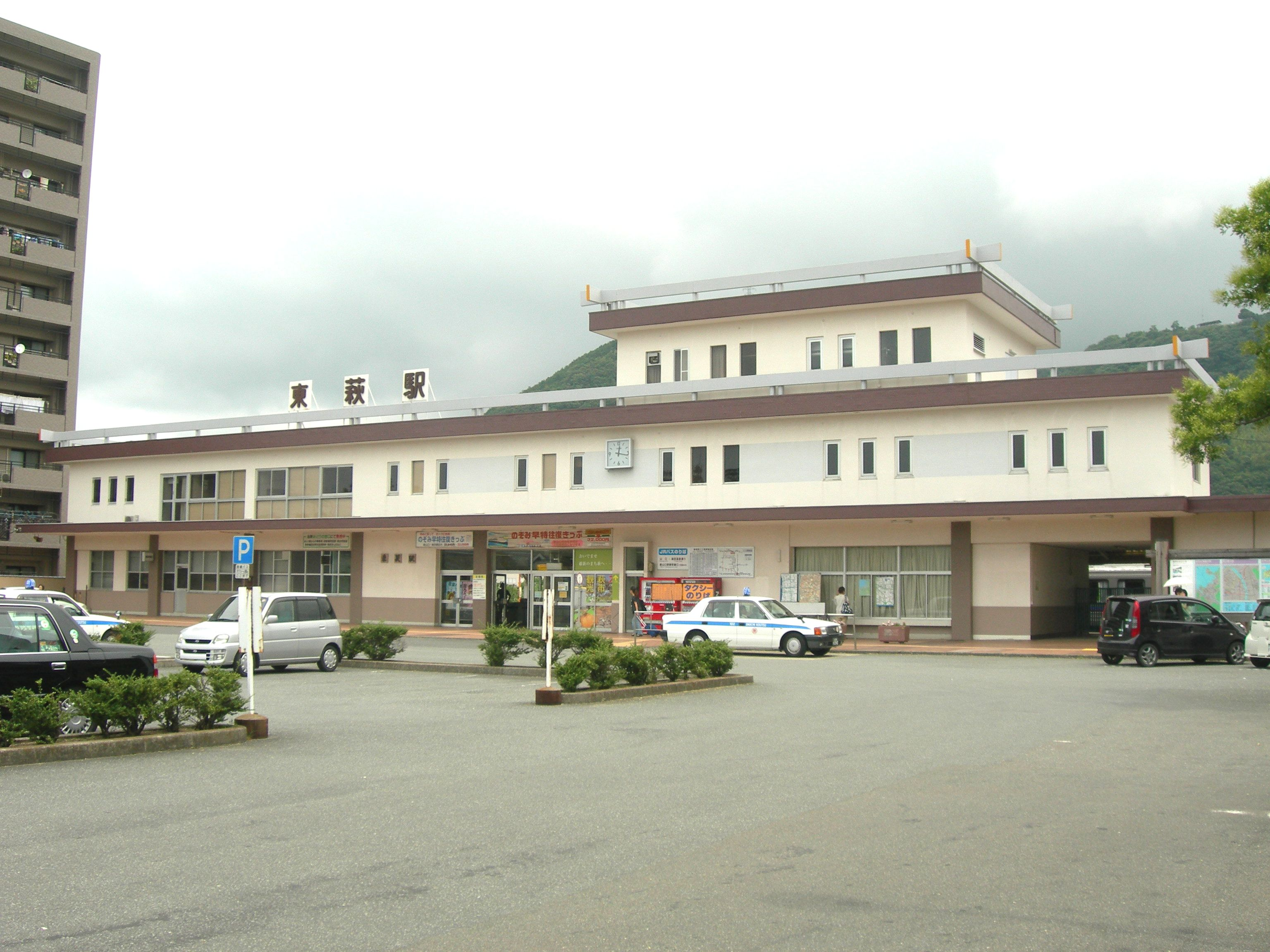
東萩車站
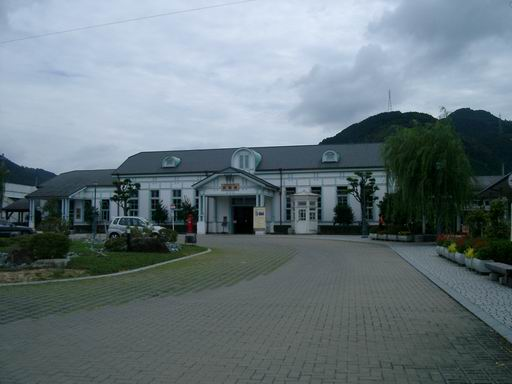
萩車站
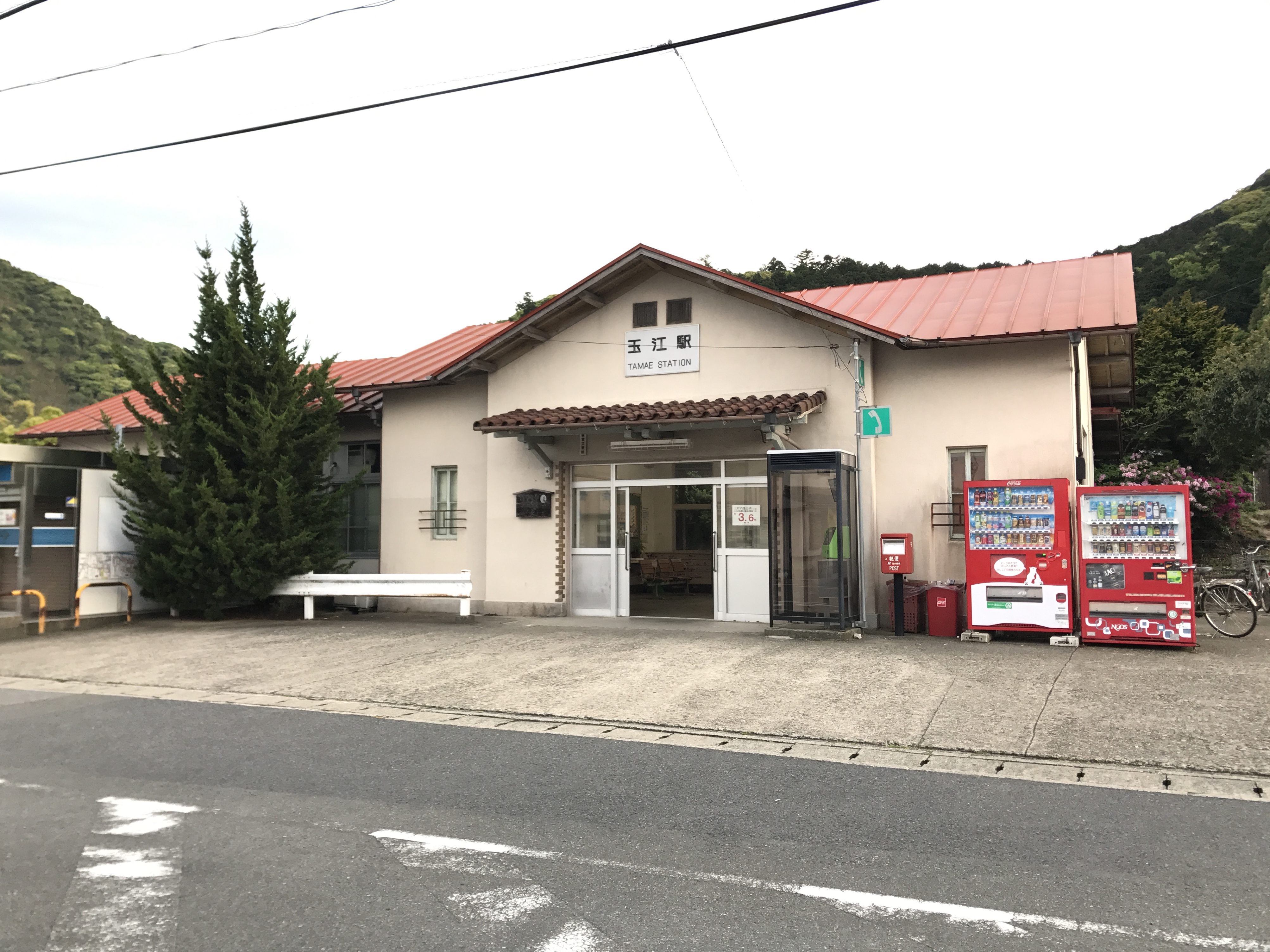
玉江車站

### 公路
目前的規劃中，未來將有山陰自動車道和小郡萩道路兩條高規格幹線道路通過轄內並在此交會，將可往東至島根縣，往西至長門市，往南至美禰市；不過目前只有山陰自動車道自市區往西至長門市的路段完成，其餘路段仍在規劃評估階段。
高速道路
- 山陰自動車道：萩交流道 - 三見交流道（日语：三見インターチェンジ） - 明石交流道 - （長門市）

### 離島交通

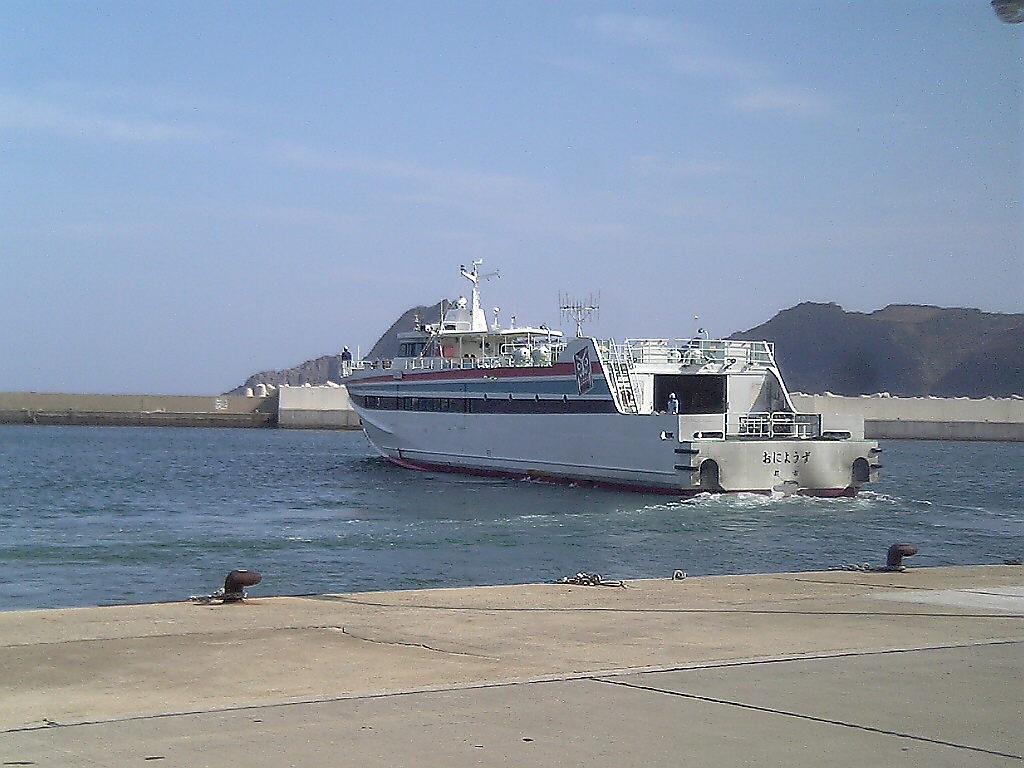
萩海運的高速渡輪

往返轄區內主要島嶼的離島渡輪是由市政府出資成立的萩海運經營，有定期航班往返見島、大島、相島三座島嶼，但櫃島並未開設定期渡輪，該島須由島上居民自行駕船往返本土。

## 觀光資源

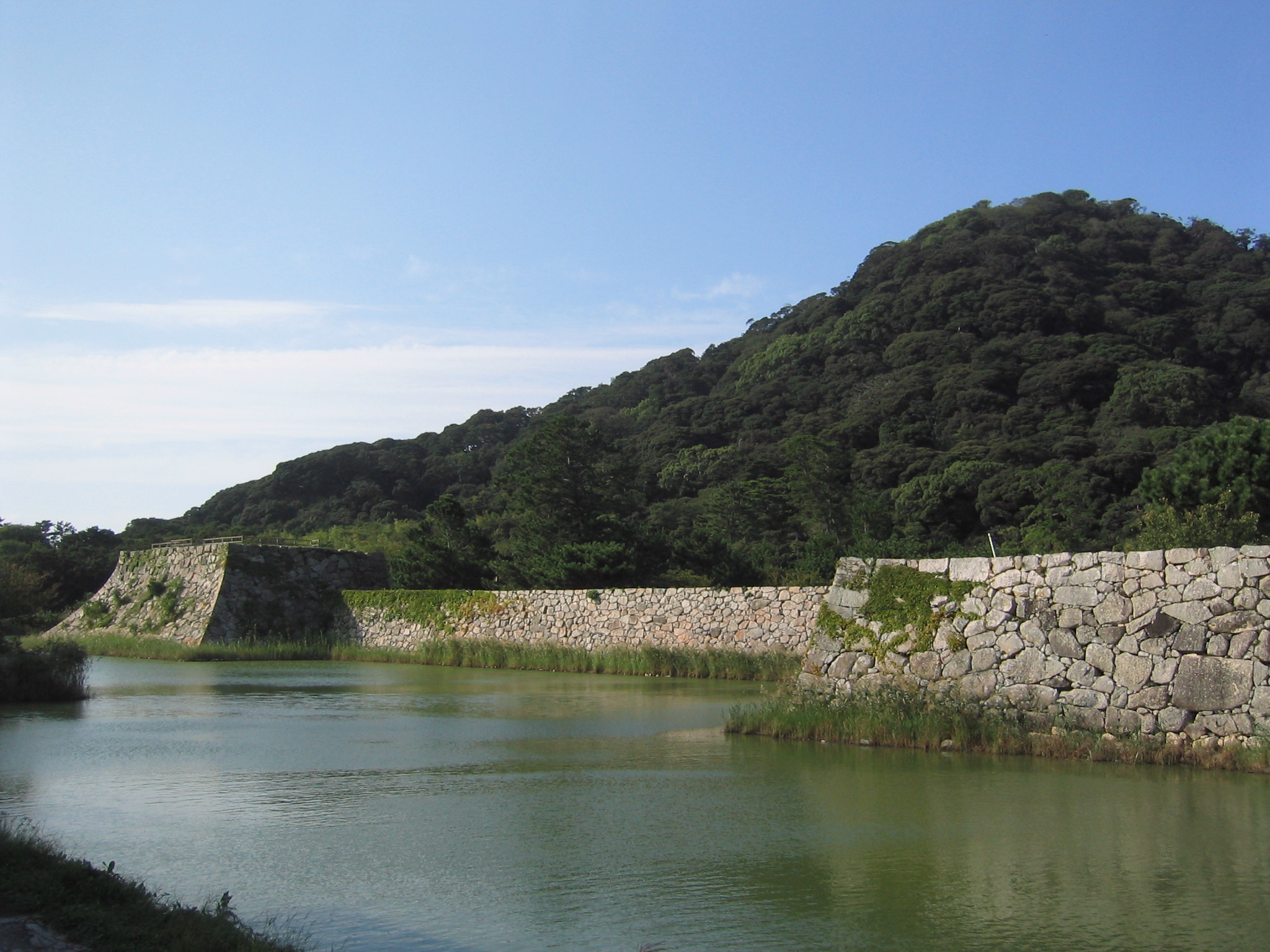
萩城遺址

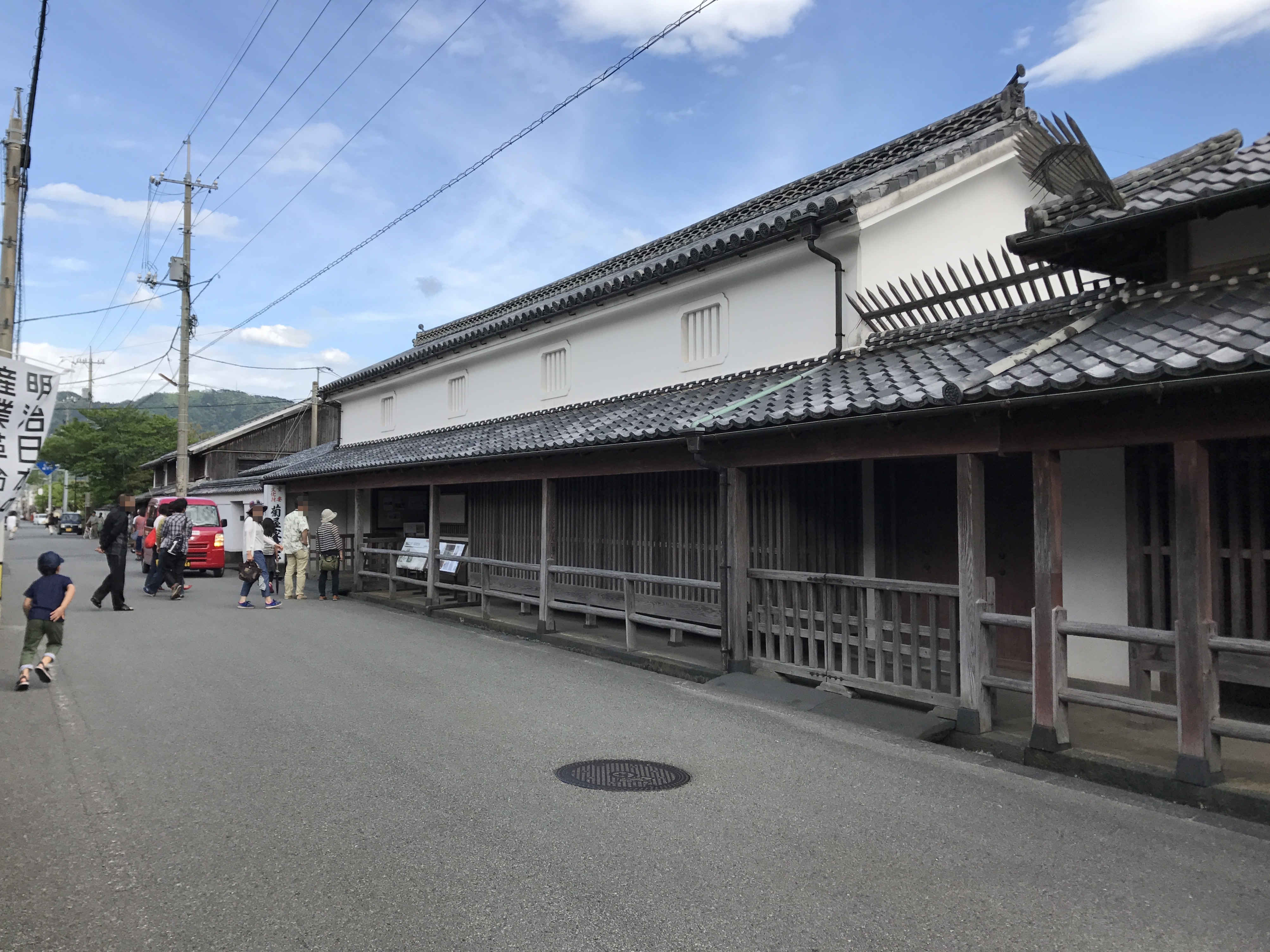
萩城下町的菊屋家住宅

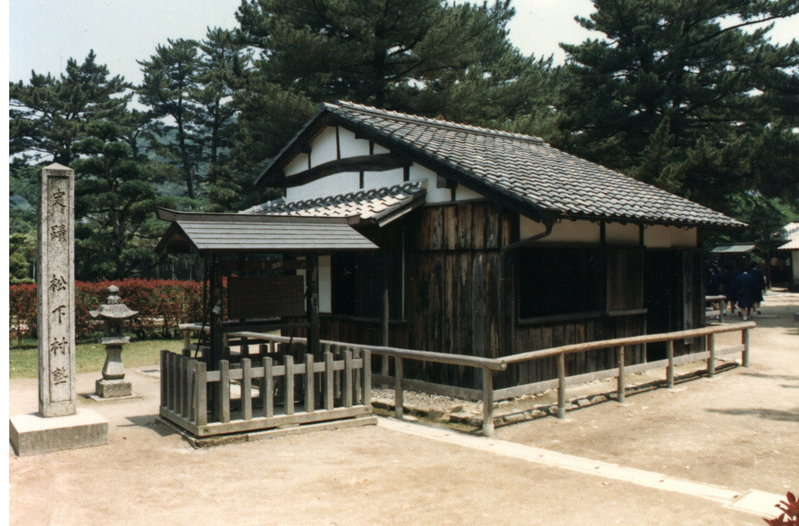
松下村塾

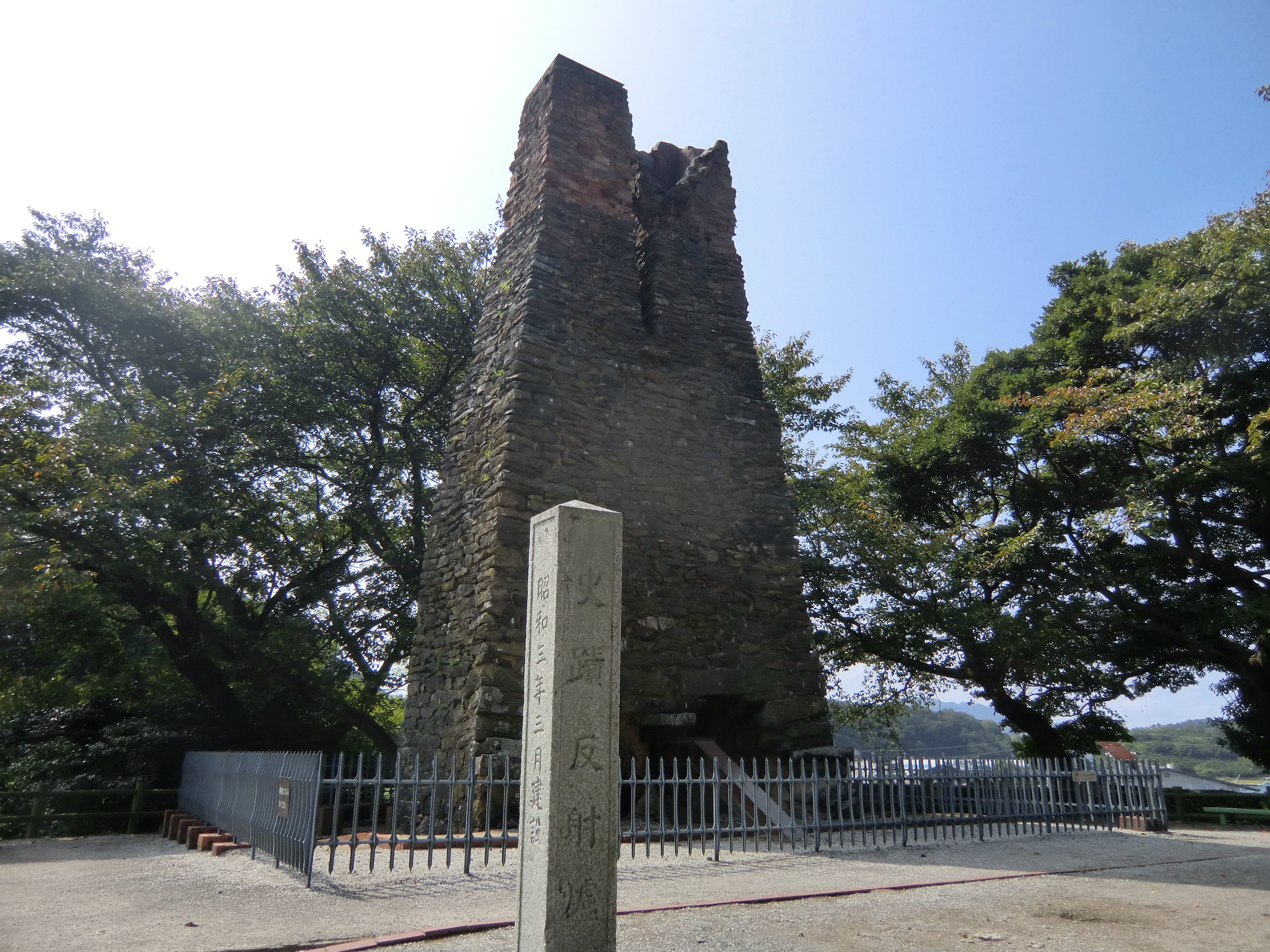
萩反射爐遺跡

轄區內主要觀光景點為幕府末期在明治維新活躍的長州藩志士的歷史遺跡，以及萩燒及傳統工藝相關的設施，部分地區以明治工业革命遗迹：钢铁、造船和煤矿的名義被列為世界遗产，轄內也共有四個地區分別以五家町、港町、宿場町的型態分別被列入重要傳統的建造物群保存地區。
- 萩城遺跡
- 萩城下町
  - 菊屋家住宅
  - 木戶孝允舊宅
  - 高杉晋作誕生地
- 松陰神社（日语：松陰神社）
- 松下村塾
- 萩藩主毛利家墓所
  - 天樹院（毛利輝元墓所）
  - 黄檗宗東光寺
  - 大照院
- 伊藤博文舊宅
- 萩反射爐
- 惠美須鼻造船所遺跡（日语：恵美須ヶ鼻造船所跡）
- 萩・明倫学舎（日语：明倫館）

## 學校

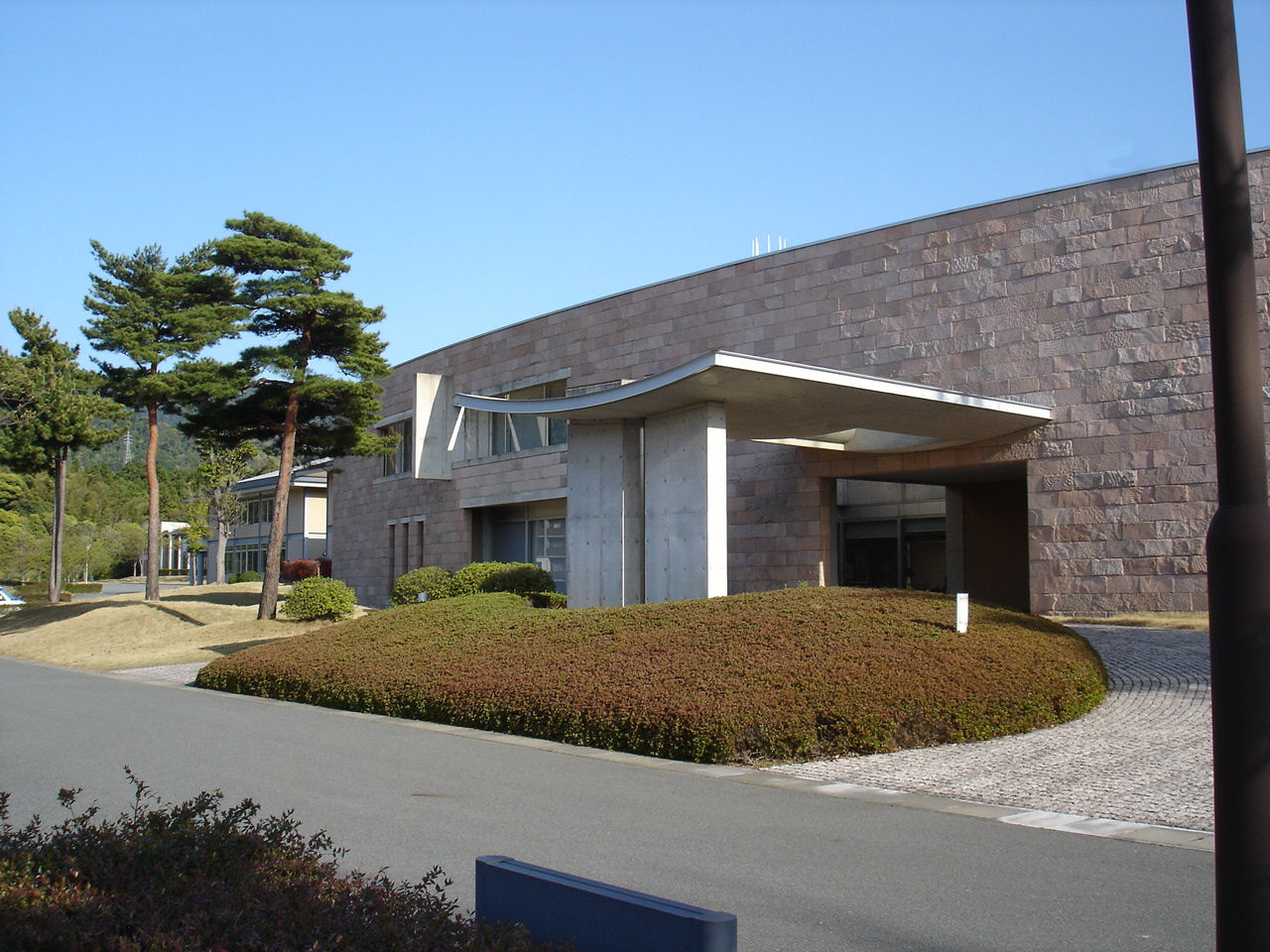
至誠館大学

至誠館大學為萩市內唯一的高等教育學校，其前身可以追溯到1967年成立的「萩女子短期大學」，萩女子短期大學於1999年改設為四年制的「萩國際大學」，但此後由於經營不善負債過高，於2005年申請重整，2007年改設為「日本福祉文化大學」，2014年再以明治維新出身於本地的的精神領袖吉田松阴的座右銘「至誠」為名，改名為「至誠館大學」。
山口縣立萩高等學校的前身則為建於1718年的長州藩藩校－明倫館。

## 姊妹、友好都市

### 日本
- 下田市（静岡縣）
19世紀中吉田松陰曾偷偷登上停泊於下田的美國軍艦請求一同前往美國，兩地因此因素於1975年10月28日締結為姊妹城市。[5]
- 鎌倉市（神奈川縣）
兩地於1979年11月2日締結為姊妹城市。[5]
- 輪島市（石川縣）
兩地同是位於日本海一側的漁業及觀光業都是，又同樣以傳統工藝品萩燒（日语：萩焼）和輪島塗著名，兩地因此在1990年10月16日結為姊妹城市。[5]

### 海外
- 蔚山廣域市（大韓民國）
兩地於1968年10月29日締結為姊妹都市。[5]
- 於林根-比肯多夫（德國巴登-符騰堡瓦爾茨胡特縣）
於林根-比肯多夫於1992年6月12日與旭村（日语：旭村 (山口県)）締結為姊妹城市，旭村於2005年合併為現在的萩市後，仍延續姊妺城市關係至今。[5]
- 德津面（大韓民國全羅南道靈岩郡）
德津面（朝鲜语：덕진면）於2003年6月18日與福榮村（日语：福栄村 (山口県)）締結姊妹城市，福榮村於2005年合併為現在的萩市後，仍延續姊妺城市關係至今。[5]

## 本地出身之名人
明治時期至二次大戰前
- 山縣有朋：第3、9任日本內閣總理大臣
- 品川彌二郎：長州藩士、曾任內務大臣
- 山田顯義：長州藩士、軍人、曾任司法大臣
- 田中義一：第26任日本內閣總理大臣
- 久原房之助：企業家、政治家
- 桂小五郎（木戶孝允）
- 桂太郎：第11、13、15任日本內閣總理大臣
- 高杉晋作：在幕末的長州藩作為尊王倒幕志士
- 久坂玄瑞：長州藩士，長州藩尊皇攘夷派的核心人物
- 入江九一：長州藩士
- 吉田松陰：明治維新的精神領袖及理論奠基者
- 吉田稔磨：江戸時代後期、幕末長州藩的活動家，
- 廣澤真臣：長州藩士，曾參與第二次長州征討和談交涉
- 井上勝：日本早期鐵路建設規劃者，被稱為日本的鐵道之父
- 飯田俊德：長州藩士，日本早期鐵路建設規劃者
- 阿武天風：小説家
- 山根キク：記者，曾推動日本女性參政權運動

二次大戰後
- 阿武教子：日本柔道奥林匹克運動会選手、警察
- 宇野亞由美：漫畫家
- 金崎睦美：女演員
- 河村建夫：日本眾議院議員、曾任內閣官房長官、文部科學大臣
- 北谷洋：歌手
- 紀野一義：佛教學者、宗教家
- 佐伯かよの：漫畫家
- 志賀義雄：前日本共産黨眾議院議員
- 田中龍夫：田中義一之子，曾任山口縣知事、日本眾議院議員、通商産業大臣、文部大臣
- 七瀨葵：漫畫家、插圖畫家
- 野坂参三：前日本共産黨議長、日本參議院議員
- 山本和智：作曲家
- 山下春江：前日本眾議院議員、參議院議員
- 吉武惠市：前日本眾議院議員、參議院議員，曾任自治大臣、勞動大臣

## 外部連結
- （日語） 萩市的Facebook專頁
- （日語） 萩市觀光課的Facebook專頁
- （日語） 萩市觀光協會 （页面存档备份，存于）
- （日語） 萩温泉旅館協同組合 （页面存档备份，存于）